# Trachelas scopulifer
Trachelas scopulifer is een spinnensoort uit de familie van de Trachelidae.
De wetenschappelijke naam van de soort werd in 1896 gepubliceerd door Eugène Simon.